# Hans Makart

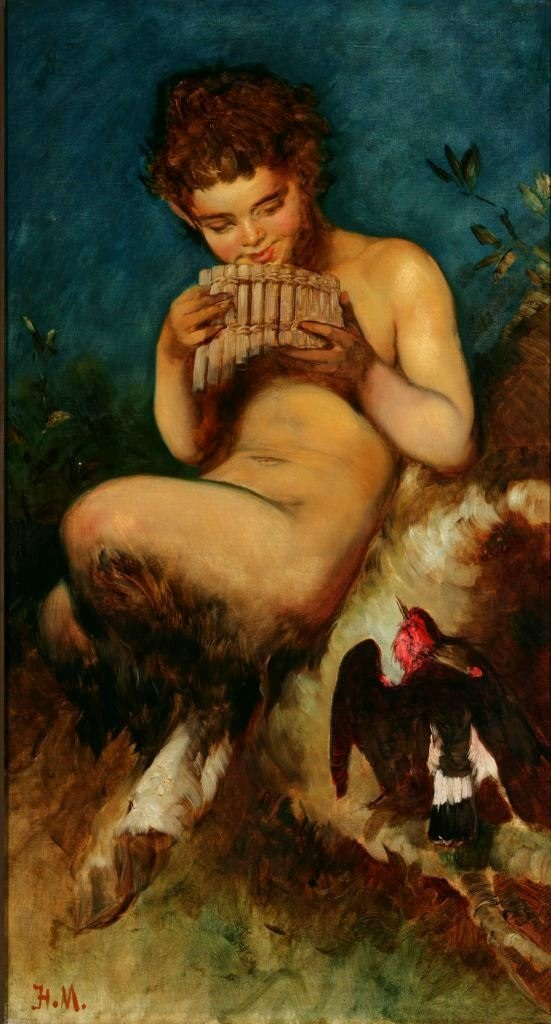
Hans Makart, Faun grający na syrindze (ok. 1870), Galeria Malarstwa i Rzeźby Muzeum Narodowego w Poznaniu

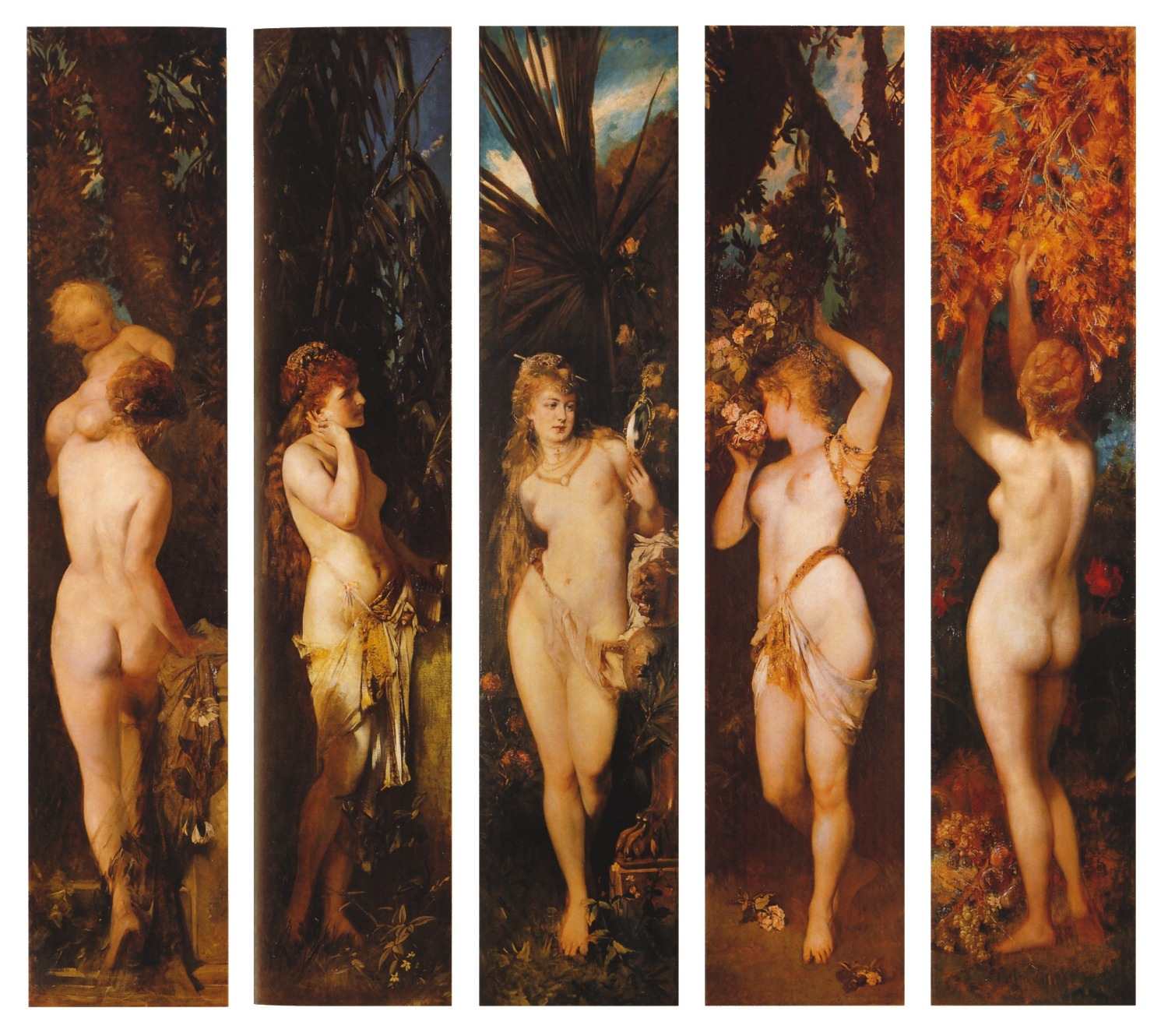
Hans Makart, Pięć zmysłów (1884), Österreichische Galerie Belvedere

Hans Makart (ur. 28 maja 1840 w Salzburgu, zm. 3 października 1884 w Wiedniu) – austriacki malarz, grafik i projektant dekoracji wnętrz, przedstawiciel akademizmu.

## Życiorys
Był jednym z najpopularniejszych malarzy wiedeńskich II połowy XIX w., miał wpływ na modę i wyposażenie wnętrz. Podejmował tematykę historyczną i mitologiczną, malował alegorie, portrety, sceny rodzajowe. Projektował wnętrza mieszkalne, dekoracje, kostiumy, przygotowywał oprawy artystyczne uroczystości. Dekoracyjnie ukierunkowana sztuka Makarta wywarła silny wpływ na modę, wnętrza mieszkalne i rzemiosło artystyczne okresu grynderskiego. Był członkiem Berlińskiej Akademii Sztuki od 1874 r., i profesorem wiedeńskiej Akademii Sztuk Pięknych (od 1879).
Malarstwo Makarta łączące ze sobą cechy neorenesansu i neobaroku było poddawane przez współczesnych surowej krytyce. Znani malarze Anselm Feuerbach i Emil Jakob Schindler zarzucali mu nadmierne eksponowanie luksusu i zmysłowości. Jednak nie miało to żadnego wpływu na popularność Makarta wśród zamożnego mieszczaństwa. Twórczość Makarta wywołała silne wrażenie na Richardzie Wagnerze. Jego prace (oprócz schyłkowych) wysoko cenił sobie również Adolf Hitler.

## Wybrane dzieła
- Amalie Makart (1871-72), Residenzgalerie, Salzburg
- Dary Ziemi (1887), Luwr, Paryż
- Eugenie Scheuffelen (1867), Österreichische Galerie Belvedere, Wiedeń
- Faun grający na syrindze (ok. 1870), Galeria Malarstwa i Rzeźby Muzeum Narodowego w Poznaniu
- Faust i Małgorzata (1879), Germanisches Nationalmuseum, Norymberga
- Portret kobiety (1821), Ermitaż, Sankt Petersburg
- Portret młodej kobiety, Muzeum Narodowe w Warszawie
- Sokolnik (1880), Nowa Pinakoteka, Monachium
- Śmierć Kleopatry (1875), Staatliche Museum, Kassel
- Triumf Ariadny (1873-74), Österreichische Galerie Belvedere, Wiedeń
- Wjazd cesarza Karola V do Antwerpii (ok. 1875), Österreichische Galerie Belvedere, Wiedeń
- Wjazd cesarza Karola V do Antwerpii (1878), Kunsthalle w Hamburgu
- Zwycięstwo światłości na ciemnością (1884), Österreichische Galerie Belvedere, Wiedeń